# Dračská univerzita
Středověká Dračská univerzita (albánsky Universiteti Mesjetar i Durrёsit, latinsky Universitas Studiorum Dyrrhachium, bosensky Srednjovjekovni univerzitet u Draču)   byla vyšší vzdělávací instituce teologického charakteru (studium generale) založená kolem roku 1380 ve městě Drač (latinsky Dyrrhachium) v dnešní Albánii, tehdy Albánském království.

## Dějiny
Středověká univerzita v Drači byla otevřena v 80. letech 14. století a je považována za první středověkou univerzitu na Balkáně a jednu z prvních univerzit v Evropě. 
Středověká univerzita v Drači byla založena a spravována řádem dominikánů. V době svého založení měla devět mistrů a 100 studentů a Drač se stal střediskem vysokoškolského vzdělání nejen pro Albánii, ale také pro Bosnu, Dalmácii a Uhersko. Přednášky se konaly v paláci dominikánského řádu města Drač.
Na univerzitě promovalo mnoho doktorů věd a teologů, kteří později působili jako kněží nejen v albánských zemích, ale také v Bosně, Dalmácii, Itálii atd., např. ve městech Dubrovník, Split, Zadar, Trogir, Řím, Benátky, Padova, Brescia, Florencie, Ancona ad.
Jedním z nejznámějších absolventů univerzity byl Jan Dračský (albánsky Gjon Durrsaku), který byl 14. června 1396 jmenován rektorem univerzity v Zadaru (Universitas Jadertina).  
Činnost Dračské univerzity byla přerušena v roce 1501, kdy osmanská armáda zaútočila na Drač.  